# IC 4915
IC 4915 — галактика типу E-S0 (еліптична спіральна галактика) у сузір'ї Телескоп.
Цей об'єкт міститься в оригінальній редакції індексного каталогу.